# Hans Schwerdtfeger
Hans Wilhelm Eduard Schwerdtfeger (Göttingen, 9 de dezembro de 1902 — Adelaide (Austrália), 26 de junho de 1990) foi um matemático alemão.
Trabalhou com a teoria de Galois.